# Margance (miasto Vranje)
Margance (cyr. Марганце) – wieś w Serbii, w okręgu pczyńskim, w mieście Vranje. W 2011 roku liczyła 8 mieszkańców.